# Врбоска
Врбоска је насељено место у саставу општине Јелса, на острву Хвару, Сплитско-далматинска жупанија, Република Хрватска.

## Историја
До територијалне реорганизације у Хрватској налазила се у саставу старе општине Хвар.

## Становништво
На попису становништва 2011. године, Врбоска је имала 548 становника.
| Број становника по пописима | Број становника по пописима | Број становника по пописима | Број становника по пописима | Број становника по пописима | Број становника по пописима | Број становника по пописима | Број становника по пописима | Број становника по пописима | Број становника по пописима | Број становника по пописима | Број становника по пописима | Број становника по пописима | Број становника по пописима | Број становника по пописима | Број становника по пописима |
| --------------------------- | --------------------------- | --------------------------- | --------------------------- | --------------------------- | --------------------------- | --------------------------- | --------------------------- | --------------------------- | --------------------------- | --------------------------- | --------------------------- | --------------------------- | --------------------------- | --------------------------- | --------------------------- |
| 1857                        | 1869                        | 1880                        | 1890                        | 1900                        | 1910                        | 1921                        | 1931                        | 1948                        | 1953                        | 1961                        | 1971                        | 1981                        | 1991                        | 2001                        | 2011                        |
| 703                         | 829                         | 924                         | 1.009                       | 1.119                       | 966                         | 968                         | 708                         | 603                         | 637                         | 611                         | 555                         | 476                         | 523                         | 526                         | 548                         |

### Попис1991.
На попису становништва 1991. године, насељено место Врбоска је имало 523 становника, следећег националног састава:
| Попис 1991.‍  | Попис 1991.‍  | Попис 1991.‍ | Попис 1991.‍ | Попис 1991.‍ |
| ------------ | ------------ | ----------- | ----------- | ----------- |
|              |              |             |             |             |
| Хрвати       | Хрвати       |             | 496         | 94,83%      |
| Срби         | Срби         |             | 10          | 1,91%       |
| Словенци     | Словенци     |             | 3           | 0,57%       |
| Југословени  | Југословени  |             | 1           | 0,19%       |
| Мађари       | Мађари       |             | 1           | 0,19%       |
| Муслимани    | Муслимани    |             | 1           | 0,19%       |
| Немци        | Немци        |             | 1           | 0,19%       |
| Русини       | Русини       |             | 1           | 0,19%       |
| Чеси         | Чеси         |             | 1           | 0,19%       |
| остали       | остали       |             | 2           | 0,38%       |
| неопредељени | неопредељени |             | 2           | 0,38%       |
| регион. опр. | регион. опр. |             | 3           | 0,57%       |
| непознато    | непознато    |             | 1           | 0,19%       |
| укупно: 523  |              |             |             |             |